# Ermias Ghermay
Ermias Ghermay  ist ein mutmaßlicher äthiopischer Krimineller und Kopf des größten Schleuser-Netzwerkes Nordafrikas. Er wird von EUROPOL gesucht und soll für den Tod von Hunderten Menschen verantwortlich sein. Durch seine Aktivitäten soll er nach Angaben der italienischen Justiz von 2013 bis 2015 rund 100 Millionen Euro eingenommen haben. Seit Sommer 2014 wird er per Internationalen Haftbefehl gesucht.

## Netzwerk
Die „Kunden“ Ghermays sind hauptsächlich Flüchtlinge aus Nordafrika, Äthiopien und Somalia. Von italienischen Behörden abgehörte Telefonate sollen belegen, dass er bis zu diesem Zeitpunkt mindestens 8.000 Asylsuchende auf Booten nach Italien geschickt hat. Dafür soll er Wachleute und Gefängnisbeamte in Libyen bestechen. Der italienische Staatsanwalt Maurizio Scalia gab 2015 an, dass die Flüchtlinge aus Eritrea oder Äthiopien für die Verbringung nach Libyen rund 4.000 bis 5.000 US-Dollar bezahlen müssten und für die Überfahrt nach Italien nochmals 1.000 bis 1.500 US-Dollar.
Nach Medieninformationen werden die Flüchtlinge bis zum Ablegen der organisierten Boote in Lagern zusammengepfercht. Bewaffnete Milizen würden die Menschen bewachen. Die Schleuser würden die Flüchtlinge teilweise schon in der libyschen Wüste aufgreifen und die verzweifelten Menschen mit großen Versprechungen locken. Immer wieder sei es zu Raub an Wertsachen der Flüchtlinge durch die Schleuser gekommen.
Laut der italienischen Polizei lebt Ghermay untergetaucht in Tripolis. Bis Ende 2014 soll Ghermay seinen Bruder Asghedom Ghermay auf Sizilien stationiert haben. Dieser wurde verhaftet, doch sollen schnell andere Schlepper nachgekommen sein, die seine Position ausfüllten.

## Bootsunglück vor Lampedusa 2013
Die Ermittlungen gegen die Schlepper auf der „Libyen-Route“ begannen kurz nach der Tragödie von Lampedusa am 3. Oktober 2013 bei der mindestens 545 Menschen vor der Küste ertranken. Laut Italienischer Staatsanwaltschaft soll Ermias Ghermay das überfüllten Boot und weitere Boote wissentlich der Gefahren über das Mittelmeer losgeschickt haben. Nach dem Unglück soll er nach einem Telefonmitschnitt gesagt haben: „Inshallah – so sind sie bei Allah angekommen“.

## Verhaftungen 2015
Die Staatsanwaltschaft in Palermo verhaftete im April 2015 24 Menschenhändler der "Libyen-Route". Nach fast zweijährigen Ermittlungen der Sondereinheiten von der italienischen Direzione Investigativa Antimafia waren im Rahmen der Operation „Glauco II“ in Cara di Mineo, Catania, Palermo und Agrigent auf Sizilien, aber auch in Mailand und Rom Personen aus diesem Netzwerk fest genommen. Allein in Palermo nahm die Polizei 15 Personen fest, die im Auftrag von Ghermay gearbeitet haben sollen.
Neben Ermias Ghermay, der von Tripolis oder der nordwestlichen Hafenstadt Zuwara aus operiert, ist auch Redae Medhane Yehdego aus Eritrea im Führungsring des Netzwerkes.

## Belege
1. ↑  Migrant boat disaster: Smuggler known as 'The General' laughed about deaths on crossing from Libya to Italy independent.co.uk. Abgerufen am 16. August 2018
2. ↑  The millionaire people smugglers who laughed when they heard hundreds had died: Police hunt cruel traffickers making a fortune from deadly Mediterranean crossings in Libya dailymail.co.uk. Abgerufen am 16. August 2018 (englisch)
3. ↑  Italienischer Schlag gegen Schlepper faz.net, abgerufen am 16. August 2018
4. ↑  Italienischer Schlag gegen Schlepper faz.net, abgerufen am 16. August 2018

| Personendaten    | Personendaten                         |
| ---------------- | ------------------------------------- |
| NAME             | Ghermay, Ermias                       |
| KURZBESCHREIBUNG | mutmaßlicher äthiopischer Krimineller |
| GEBURTSDATUM     | 20. Jahrhundert                       |
| GEBURTSORT       | Äthiopien                             |